# Route 89 (Illinois)
Illinois Route 89 – wiejska, biegnąca z północy na południe stanowa droga w centrum Illinois. Biegnie od U.S. Route 34 w La Moille do Illinois Route 116 w Metamora. Drogi 26 i 89 są głównymi drogami prowadzącymi między Interstate 39 a U.S. Route 51 i Illinois Route 29. Droga ma długość 84 km.

## Opis drogi
Po przejechaniu Spring Valley, Illinois 89 krzyżuje się z Illinois Route 71 niedaleko Granville, następnie przebiega wzdłuż McNabb. Kolejno krzyżuje się z Illinois Route 18 w Magnolia oraz Illinois Route 17 w Varna, następnie przebiega wzdłuż LaRose i Washburn jest jedyną stanową drogą prowadzącą do tych dwóch miast. Zaczyna się na North Niles Street w Metamora i kończy na Mount Vernon Street.

## Historia
SBI Route 89 oryginalnie biegła z Dixon) do Metamora wzdłuż Illinois Route 26 oraz Illinois Route 71. Została skrócona na północy przy Granville w 1938 roku i zmieniono jej trasę do La Moille.